# Constance Malleson
Constance Malleson (24 octobre 1895 - 5 octobre 1975) était une femme-écrivain et une actrice britannique (son nom de scène était Colette O'Niel), épouse de l'acteur Miles Malleson et maîtresse de Bertrand Russell. 
Elle était née The Lady Constance Annesley, fille du 5e comte Annesley, au château de Castlewellan. Sa sœur, Lady Mabel Annesley, devint une artiste à succès. Après sa formation à la RADA, Constance épousa Miles Malleson en 1915. Elle apparut dans de nombreuses productions du West End theatre et dans au moins un film, Hindle Wakes. Pendant la Première Guerre mondiale, ses opinions pacifistes la mirent en contact avec Bertrand Russell, dont elle devint rapidement la maîtresse (elle était convenue avec son mari que ce serait un « mariage ouvert »). En 1923, elle se sépara de Malleson. Son intérêt pour les réformes sociales la conduisit à voyager à l'étranger, et elle fit des tournées de conférences en Scandinavie dans les années 1930 et 1940.

## Publications
- After Ten Years (1929) (autobiographie)
- The Coming Back (1933) (roman)
- In the North, Autobiographical Fragments in Norway, Sweden, Finland: 1936-1946 (1946) (voyage)

## Sources
- (en) Cet article est partiellement ou en totalité issu de l’article de Wikipédia en anglais intitulé « Lady Constance Malleson » (voir la liste des auteurs).